# NGC 1848
NGC 1848 is een open sterrenhoop in het sterrenbeeld Tafelberg. Het hemelobject werd op 26 november 1834 ontdekt door de Britse astronoom John Herschel.

## Synoniemen
- ESO 56-SC68